# Dora von Bodenhausen

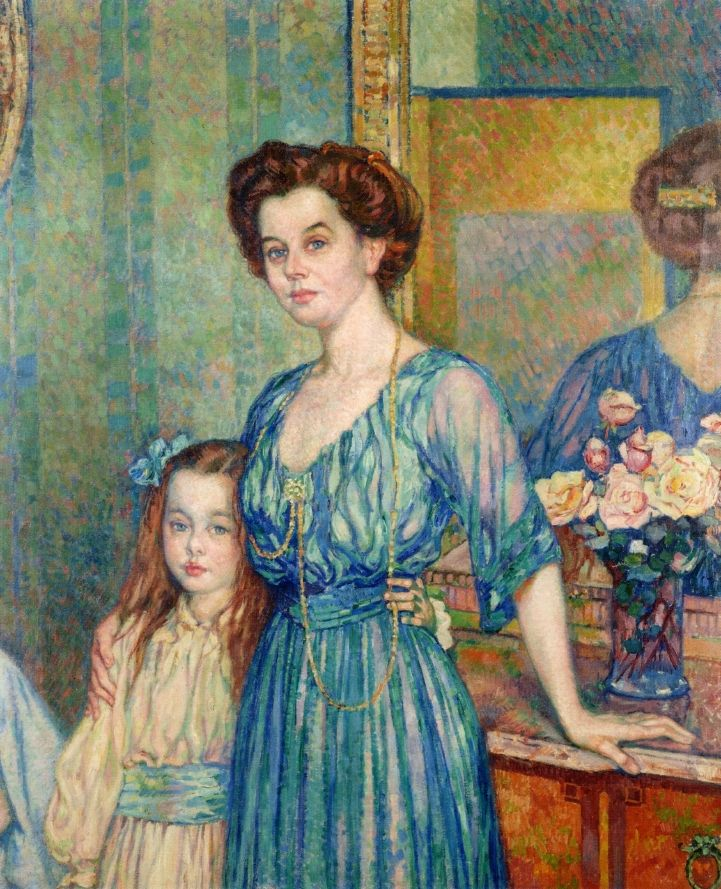
Dora von Bodenhausen mit Tochter Luli, Ölgemälde von Théo van Rysselberghe, 1910

Dora Freifrau von Bodenhausen, auch Dora von Bodenhausen-Degener, gebürtig Gräfin Dorothea Elisabeth Eva Marie von Degenfeld-Schonburg (* 3. April 1877; † 1969 in Ascona) war die Ehefrau des Kunsthistorikers Eberhard von Bodenhausen und die Mutter der Schauspielerin Luli von Bodenhausen. Sie war bekannt und befreundet mit zahlreichen Künstlern, Dichtern und Mäzenen ihrer Zeit, darunter Harry Graf Kessler und Hugo von Hofmannsthal. Ihre Eltern waren Anna Freiin von Hügel und der Major Alfred Graf von Degenfeld-Schonburg. Neben Luli hatte sie die Kinder Hans-Wilke Freiherr von Bodenhausen genannt Degener und Christa Freiin von Bodenhausen.
1959 gab sie unter dem Titel „Eberhard von Bodenhausen: Ein Leben für Kunst und Wirtschaft“ eine Edition mit Tagebuchaufzeichnungen und Briefen ihres Mannes heraus. Dieses Buch enthält unter anderem Auszüge aus der Korrespondenz von Bodenhausens mit Henry van de Velde, Rudolf Alexander Schröder, Rudolf Borchardt und anderen bedeutenden Persönlichkeiten des Kunst- und Kulturlebens zu Beginn des 20. Jahrhunderts. Dora Freifrau von Bodenhausen wohnte lange in der Schweiz. 